# Saland
Saland ist ein Dorf im Tössbergland in der politischen Gemeinde Bauma im Kanton Zürich. Sein Mundartname: im Saland. In der näheren Umgebung befinden sich die Weiler Blitterswil, Juckern und Dillhaus.
Die Ortschaft liegt im oberen Tösstal und grenzt an die Gemeinden Wila, Wildberg und Hittnau. Durch die Ortschaft fliesst der Fluss Töss.

## Geschichte

Luftbild vom 17. August 1955

Im Mittelalter gehörte Saland zu umliegenden Ländereien der Burg von Hochlandenberg.

## Infrastruktur
Saland besitzt einen eigenen Haltepunkt der S-Bahn Zürich (bis 1918 Tösstalbahn) und wird von der S 26 Winterthur – Bauma – Rüti ZH  bedient. Ausserdem gibt es einen Campingplatz, der direkt an der Töss liegt und ganzjährig geöffnet ist.
Im Saland mündet die Verbindungsstrasse nach Hittnau-Pfäffikon ZH in die Tösstalstrasse ein und schafft auch eine Verbindung zur Längsachse auf der linksseitigen Allmenkette vom Bachtel über Hittnau zur Kyburg.

## Sehenswürdigkeiten

### Ruine Hohenlandenberg
Rechts der Töss auf gut ausgebautem Wanderweg zu erreichen: die 
Ruine Hohenlandenberg.

### Gübel und Giessen
Chämmerlitobel (Juckern-Blitterwil) am Chämmerlibach: 
I 8 m, Koord. 708484/249234;
II 25 m, Koord. 708436/249262;
Ottenhuebbach, (Schuepis) 4 m , Koord. 708238/251675
 Hindereichbach, (Schuepis) 9 m, 708080/250860
Schuepistobel (unter Manzenhueb) am Ars(ch)bach: 
I 10 m, Koord. 707894/251515;
II 15 m, Koord. 707862/251519.